# كينيث جون غونزاليس
كينيث جون غونزاليس (بالإنجليزية: Kenneth John Gonzales)‏ هو محامي وقاضي أمريكي، ولد في 1964 في إسبانيولا في الولايات المتحدة.